# Дровосеки (Брянская область)
Дровосеки — поселок в Клинцовском районе Брянской области, в составе Великотопальского сельского поселения.
Будет упразднен как фактически не существующий в связи с переселением всех жителей на постоянное место жительства в другие населённые пункты.

## География
Находится в западной части Брянской области на расстоянии приблизительно 22 км на юг-юго-восток по прямой от железнодорожного вокзала станции Клинцы.

## История
Упоминался с довоенных лет. На карте 1941 года отмечен как поселение с 18 дворами.

## Население
Численность населения: 24 человека (2002), 20 человек (2010), 17 человек (2013).